# Gölgroda
Gölgroda (Pelophylax lessonae) är ett stjärtlöst groddjur som tillhör familjen äkta grodor.

## Beskrivning
Gölgrodan är 50 till 90 mm stor. Den är mycket lik sin släkting sjögroda från vilken den kan skiljas genom sin större mellanfotsknöl. Hanen är grönbrun till gulbrun, med vita strupsäckar. Honan är mörkbrun, på ryggen ibland nästan svart, och saknar några strupsäckar. Båda könen har vitaktig buk och en ljus linje längs ryggraden.

## Utbredning
Gölgrodan förekommer i större delen av Europa och vidare österut till Ural i Ryssland. Den saknas på Iberiska halvön (utom vissa lokala introduktioner), i större delen av Skandinavien samt Italien (utom den nordligaste delen). Den har dött ut i Storbritannien, men har 2005 återinförts med individer hämtade från Sverige.
I Skandinavien förekommer den i cirka 120 permanenta gölar eller mindre sjöar, två belägna i södra Norge och de övriga utmed Nordupplandskusten i Sverige. Sextio lokala utdöenden har noterats 1962–2001. Samtidigt skedde minst 27 kolonisationer. År 2005 hittades 90 svenska reproduktionslokaler och 28 spellokaler utan reproduktion.
Den totala populationsstorleken uppskattades 1989 till mellan 5 000 och 6 000 adulta djur och 2001 till cirka 10 000 i Sverige. Det är dock bara en mindre del av alla honor som deltar i reproduktionen; den effektiva populationsstorleken i Sverige uppskattas till omkring 1 000 individer.
Även om arten inte är etablerad i Finland har den observerats en gång, strax sydöst om Åbo, och är i Finland betraktad som en invasiv art. Den är upptagen i Förordning om hantering av risker orsakade av invasiva främmande arter (704/2019) och Statsrådets förordning om invasiva främmande arter av nationell betydelse (1725/2015).

## Taxonomi
Taxonomin är omdiskuterad och tidigare har den förts till släktet Rana. Ett alternativt trivialnamn är dammgroda. Den kan hybridisera med sjögroda och den delvis fertila avkomman kallas ätlig groda.

## Status
Den globala populationen bedöms som livskraftig (LC). I Sverige kategoriseras arten som sårbar (VU)